# Amaracarpus rhombifolius
Amaracarpus rhombifolius är en måreväxtart som beskrevs av Theodoric Valeton. Amaracarpus rhombifolius ingår i släktet Amaracarpus och familjen måreväxter. Inga underarter finns listade i Catalogue of Life.